# خوزه ماریا کافارل
خوزه ماریا کافارل فابرگاس (اسپانیایی: José María Caffarel Fábregas‎؛ ‏ ۱۰ نوامبر ۱۹۱۹ – ۶ نوامبر ۱۹۹۹) بازیگر اهل اسپانیا بود. دختر او کارمن کافارل مدیرعامل پیشین شبکهٔ RTVE و همچنین مدیرعامل سابق مؤسسه سروانتس بود.
از فیلم‌ها یا برنامه‌های تلویزیونی که وی در آن نقش داشته است، می‌توان به دکتر ژیواگو، حرفه: خبرنگار، دنیای سیرک، مردی با چهره عجیب به‌دنبال توست تا تو را بکشد، تریستانا، آتش افروزان، همین‌گونه بمان، خون و شن، شب‌های داغ دون ژوان، حوا، قصه‌های تلویزیون، خانواده بزرگ، رتلر کید، فرار آزاد، فرمان گم‌شده، مرد ما در کازابلانکا، سفر به هیچ‌کجا و گریز اشاره کرد.